# Jordan Luplow
 (août 2017).
Jordan Luplow (né le 26 septembre 1993 à Visalia, Californie, États-Unis) est un joueur de champ extérieur des Pirates de Pittsburgh de la Ligue majeure de baseball.

## Carrière
Joueur des Bulldogs de l'université d'État de Californie à Fresno, Jordan Luplow est choisi par les Pirates de Pittsburgh au 3e tour de sélection du repêchage de 2014.
Il fait ses débuts dans le baseball majeur avec les Pirates de Pittsburgh le 28 juillet 2017.